# Tráfico de pessoas na República Democrática do Congo
A República Democrática do Congo (RDC) ratificou o Protocolo de 2000 da ONU contra o Tráfico de Pessoas em outubro de 2005.
Em 2010, o país foi fonte e destino de homens, mulheres e crianças submetidos a tráfico de pessoas, especificamente em condições de trabalho forçado e prostituição forçada. A maior parte desse tráfico era interno, e grande parte dele era praticada por grupos armados e pelas forças governamentais fora do controle do Estado nas instáveis províncias orientais da RDC.
Em 2010, o Governo da República Democrática do Congo não cumpriu plenamente os padrões mínimos para a eliminação do tráfico e não fez esforços significativos nesse sentido. O governo não apresentou evidências de progresso no processo e punição de infratores de tráfico de trabalho ou sexual, incluindo membros de suas próprias forças armadas (FARDC), na prestação de serviços de proteção à grande maioria das vítimas de tráfico ou no aumento da conscientização pública sobre o tráfico de pessoas. Além disso, os esforços de aplicação da lei do governo contra o tráfico diminuíram no período de relatório de 2010.
O Escritório para Monitorar e Combater o Tráfico de Pessoas do Departamento de Estado dos Estados Unidos colocou o país na "Categoria 3" em 2017. Em 2023, o país foi colocado na Categoria 2.

## Situação em 2010
Uma quantidade significativa de mineradores artesanais congoleses — homens e meninos — é explorada em situações de servidão por dívida por empresários e fornecedores que lhes concedem adiantamentos em dinheiro, ferramentas, alimentos e outras provisões a preços inflacionados, e aos quais devem vender os minerais extraídos a valores abaixo do mercado. Os mineradores são forçados a continuar trabalhando para saldar dívidas que se acumulam constantemente e são virtualmente impossíveis de quitar. Nas províncias de Kivu Norte, Kivu Sul e Katanga, grupos armados e tropas do Exército Nacional Congolês (FARDC) supostamente usam ameaças e coerção para forçar homens e crianças a extrair minerais.
Vários policiais no leste da RDC supostamente detiveram pessoas arbitrariamente para extorquir dinheiro; aqueles que não conseguiam pagar eram forçados a trabalhar até “ganhar” sua liberdade. Meninas congolesas são forçadas à prostituição em bordéis improvisados em tendas ou cabanas, ou em acampamentos informais — inclusive em mercados e áreas de mineração — por redes frouxamente organizadas, gangues e cafetinas. Mulheres e crianças congolesas são exploradas internamente em condições de servidão doméstica e levadas, em menor número, para Angola, África do Sul, República do Congo e países europeus para exploração sexual comercial. Alguns membros dos Batwa ou de grupos pigmeus são submetidos a servidão involuntária na agricultura, mineração e trabalho doméstico no leste da RDC.
Grupos de milícias armadas indígenas e estrangeiras — notadamente as FDLR, os Patriotes Résistants Congolais (PARECO), várias milícias locais (Mai-Mai), a APCLS e o LRA — continuaram a sequestrar e recrutar à força congoleses (homens, mulheres e crianças) para servir como trabalhadores, porteiros, domésticos, combatentes e em servidão sexual. Em 2009, a LRA manteve operações em áreas dentro e próximas da Província Oriental da RDC, sequestrando violentamente mais de 1.700 cidadãos congoleses, incluindo crianças. Alguns desses sequestrados foram levados ao Sudão do Sul ou à República Centro-Africana. Da mesma forma, sudaneses e centro-africanos sequestrados sofreram trabalho forçado e servidão sexual pela LRA após serem levados à RDC.
Em 2009, as FARDC retomaram o recrutamento — às vezes à força — de crianças como combatentes, escoltas e porteiros, prática que se acreditava ter cessado em 2008. De novembro de 2008 a outubro de 2009, 623 casos confirmados de recrutamento ilegal de crianças foram atribuídos às FARDC, 75% deles relacionados a ex-elementos do CNDP (Congresso Nacional para Defesa do Povo) absorvidos pelas FARDC em 2009. Em abril de 2009, 100 crianças de 13 a 15 anos foram recrutadas pelas FARDC ao longo do eixo Bunyakiri-Hombo.
Um número não especificado de crianças recrutadas pelo CNDP em relatórios anteriores permanece em unidades integradas das FARDC. Além disso, elementos das FARDC forçaram civis — incluindo crianças — a trabalho forçado para carregar munição, suprimentos e itens saqueados, buscar água e lenha, servir de guias ou construir instalações militares e abrigos temporários. Quem resistia às vezes era morto; outros morreram sob o peso de suas cargas.
Elementos do exército nacional cometeram graves abusos de tráfico em 2010, incluindo o recrutamento forçado de centenas de crianças e o uso de habitantes locais para trabalho forçado. Alguns comandantes impediram esforços para retirar crianças de suas unidades. Vários comandantes das FARDC acusados de alistar crianças-soldado e trabalho forçado em relatórios anteriores permaneceram em cargos de liderança sem investigação, punição ou julgamento. Assim, a República Democrática do Congo foi colocada na Categoria 3. O governo carecia de recursos financeiros, técnicos e humanos para enfrentar eficazmente o tráfico e prover segurança e serviços sociais básicos em grande parte do país.
O exército não tinha capacidade para desmobilizar grupos armados ou prevenir adequadamente violações cometidas por suas próprias tropas. O sistema de justiça penal e militar — polícia, tribunais e prisões — era praticamente inexistente; havia poucos tribunais em funcionamento ou prisões seguras. Houve, porém, avanços na desmobilização de crianças de facções armadas (incluindo as FARDC) e na conscientização de oficiais militares sobre a ilegalidade do trabalho forçado.

## História
Entre 1996 e 2003, a FPR/EPR entrou na República Democrática do Congo para matar hutus e anti-tutsis refugiados que haviam fugido para a RDC após o Genocídio de Ruanda. A FPR/EPR era liderada pelo general Paul Kagame, responsável por encerrar o genocídio de tutsis em Ruanda. Aliado à AFDL, Kagame declarou ter ingressado na RDC “com o único propósito de perseguir refugiados hutus”.
As tropas tutsis mataram civis inocentes — mulheres, crianças e idosos. Na Primeira Guerra do Congo, que resultou dessa invasão, Laurent-Désiré Kabila, líder da AFDL e opositor de presidente Mobutu, assumiu o poder em maio de 1997 e exilou Mobutu da RDC.
A tentativa de eliminar os hutus por Kabila falhou e desagradou a Ruanda, desencadeando a Segunda Guerra do Congo. Em 1998, um grupo de potências africanas lideradas por Ruanda tentou depor Kabila; seu assassinato levou à ascensão de Joseph Kabila, seu filho. A guerra terminou com os Acordos de Pretória de 2002, assinados entre RDC e Ruanda. Desde então, o país testemunha inúmeras violações de direitos humanos e de tráfico de pessoas.
Em 2011, o Índice de Desenvolvimento Humano da ONU classificou a RDC em 187º lugar entre 187 países. Em 2022, esse índice subiu para 175º; o país obteve 48/100 no desenvolvimento.

## Violência de Gênero
Entre 1996 e 2013, mais de 200.000 vítimas — mulheres e crianças — foram alvo de violência sexual baseada em gênero. Mais de 8.000 casos de agressão a mulheres ou meninas foram relatados entre janeiro e setembro de 2008. Segundo um relatório de 2011, pode haver mais de 2 milhões de vítimas de violência sexual na RDC.
A Violência de gênero é usada como método de poder em conflito. Conflito e violência de gênero colaboram para a “desestabilização de uma região e de seu povo”. O Departamento de Estado dos Estados Unidos afirma que o tráfico na RDC ocorre sobretudo por meio de prostituição forçada de mulheres e crianças, trabalho infantil em minas e crianças-soldado. A dependência de mulheres como fornecedoras de água, lenha e alimentos as torna mais vulneráveis a sequestros. Na região oriental da RDC, a forma mais comum de tráfico é a “escravidão sexual baseada em conflito de mulheres e meninas”.
Dados do UNJHRO de janeiro de 2010 a dezembro de 2013 registram “3.635 incidentes de violência sexual (estupro e estupro coletivo) por grupos armados e agentes do Estado”. Desses, 73% foram mulheres, 25% meninas e 2% homens; quase 50% das ações foram cometidas por agentes estatais, 35,2% pelos FARDC. O UNFPA mostrou que 39% da violência sexual em Kivu Norte, Kivu Sul, Orientale, Katanga e Maniema se relacionou a conflitos armados e foi cometida por pessoas armadas. Pesquisa em Kivu Norte “mostrou que 22% das mulheres e 10% dos homens foram vítimas de violência sexual no conflito”.
A Violência sexual também ocorreu entre etnias na RDC. Na província do Tanganyika, houve confrontos entre milícias dos Twa e dos luba. Depois, o conflito atingiu Caxai, Caxai-Central e Caxai-Oriental, onde as milícias Kamuina Nsapu e Bana Mura atacaram civis, aumentando a violência sexual. Houve relatos de “vítimas estupradas na frente de parentes, mulheres grávidas com fetos arrancados e vítimas forçadas a atos sexuais com familiares antes de serem executadas”.
Em 2017, a MONUSCO confirmou 804 casos de violência sexual (507 mulheres, 265 meninas, 30 homens e 2 meninos); 72% atribuídos a grupos armados não estatais, como a milícia Twa de Tanganyika e a FRPI em Irumu, Ituri. Em 1º de maio de 2015, ataque em Kikamba (Kivu Sul) resultou no estupro de 100 mulheres.
Em 2017, três casos de violência sexual foram julgados: um coronel das FARDC foi condenado por “responsabilidade de comando por estupro como crime de guerra” em Musenyi; um comandante das Forças Democráticas de Libertação de Ruanda foi condenado por usar violência sexual como crime de guerra em Nzovu; e um deputado, com sua milícia, foi condenado por sequestro e estupro de 39 crianças como crime contra a humanidade.

## Tráfico de Crianças
Na RDC, também há tráfico de trabalho infantil em minas controladas por Ruanda. Em Kivu e Katanga, a mineração é atividade principal. Relatório de 2010 mostrou que, de 742 trabalhadores em minas, 40% eram escravos, alguns com apenas cinco anos. As FARDC “executaram crianças desarmadas suspeitas de pertencer ao grupo Kamuina Nsapu e apoiaram milícias que recrutavam e usavam crianças”.
A violência sexual também afeta crianças traficadas. Em 2017, aumentaram casos de violência sexual cometida por membros das FARDC (41%) e da Polícia Nacional Congolesa (42%), com muitas vítimas sendo crianças.
Em 2023, o Índice de Crime Organizado registrou recrutamento de crianças para trabalhar em minas e em conflitos armados.

## Processamento penal (2010)
O governo progrediu pouco na investigação ou no processo de suspeitos de tráfico. O mandado judicial oficial não cobria áreas onde o tráfico ocorre, e faltavam magistrados, escrivães e advogados. Agentes corruptos supostamente desviaram recursos financeiros ínfimos de agências de combate ao tráfico, prejudicando treinamentos, fortalecimento de capacidades e assistência às vítimas.
Em fevereiro e março de 2010, o governo recrutou 2.000 novos magistrados, que seriam nomeados e capacitados no próximo período de relatório. Leis atuais não abrangem todas as formas de tráfico laboral. Contudo, o estatuto de violência sexual de julho de 2006 (Lei 6/018) proíbe escravidão sexual, tráfico sexual, prostituição infantil forçada e lenocínio, com penas de 10 a 20 anos de prisão — compatíveis com as aplicadas a estupro. O Código de Proteção à Criança (Lei 09/001), de maio de 2009, criminaliza e pune com 5–20 anos escravidão infantil, tráfico, exploração sexual comercial de crianças e alistamento de crianças nas forças armadas, mas ainda não foi implementado nem orçado.
No período em análise, a polícia de proteção infantil em Bukavu prendeu uma mulher por enganar uma garota de 13 anos para levá-la a Burundi e forçá-la à prostituição; o caso foi remetido ao tribunal de Bukavu em fevereiro de 2010. O destino do processo de março de 2009 contra um dono de boate por prostituir 10 meninas e sete meninos é desconhecido; o estabelecimento reabriu.
Em junho de 2009, um tribunal militar em Kisangani condenou cinco Mai-Mai por crimes contra a humanidade e inicialmente os acusou, sem condenar, por trabalho forçado contra locais. Bedi Mubuli Engangela (Coronel 106), ex-comandante Mai-Mai suspeito de insurreição e crimes de guerra, incluindo alistamento de crianças, foi julgado em 2010 e permanece detido na prisão de Malaka, em Kinshasa; o tribunal aguarda investigação completa.
Diferente de relatórios anteriores, o governo não acusou nem processou suspeitos de alistar crianças-soldado. Em novembro de 2009, o Grupo de Especialistas da ONU sobre a RDC listou 21 comandantes das FARDC envolvidos em abusos; 13 por recrutamento de crianças e 3 por trabalho forçado. O tenente-coronel Jean-Pierre Biyoyo — primeiro condenado nos tribunais congoleses por recrutar crianças — fugiu em junho de 2006 e, em 2010, comandava o Setor 3 da campanha Amani Leo das FARDC em Walungu, Kivu Sul.
“Capitão Gaston”, comandante acusado do assassinato de um defensor de crianças de ONG em 2006, permaneceu foragido em Kitshanga, Kivu Norte. Seu mandado de prisão de janeiro de 2007 não foi cumprido; promovido a major pelas FARDC, liderava um batalhão entre Ngungu e Karuba.

## Proteção (2010)
O governo colaborou na identificação e desmobilização de crianças-soldado, mas ofereceu pouca proteção a outras vítimas; ONGs proveram quase todos os abrigos, assistência jurídica, médica e psicológica. Faltam procedimentos para identificar proativamente vítimas entre grupos vulneráveis ou encaminhá-las a serviços de proteção. Pelo Plano Nacional de Desarmamento, Desmobilização e Reintegração, ex-combatentes (incluindo crianças) se desarmam e recebem informações sobre reintegração militar e civil.
A Agência Nacional de Desmobilização (UEPN-DDR), com a Missão das Nações Unidas na RDC (MONUC), separou e transportou crianças identificadas a centros de ONGs para abrigo temporário e treinamento vocacional. Em 2009, 2.816 crianças foram desmobilizadas de grupos armados, incluindo as FARDC; no primeiro trimestre de 2010, outra ONG, com apoio de comandantes das FARDC, desmobilizou 119 crianças de unidades em Kivu Sul.
Embora muitas crianças-soldado fizessem parte de forças das FARDC em combates de 2008 em Kivu Norte, a maioria era de ex-facções integradas. O alto comando das FARDC apoiou em geral a MONUC, mas faltou controle para obrigar comandantes a liberar crianças ou impedir recrutamento e trabalho forçado.
Certos comandantes das FARDC bloquearam ações da MONUC para separar crianças, e alguns continuaram a prender e maltratar menores, inclusive potenciais vítimas de tráfico. Em março de 2010, ONG local treinou mais de 200 oficiais das FARDC em direitos e proteção infantil em Kivu Sul, além de capacitar policiais, autoridades e jovens sobre legislação nacional e internacional de tráfico entre janeiro e abril de 2010.
Embora o governo nacional não tenha atuado contra trabalho forçado na mineração, as Secretarias Provinciais de Educação em Oriental, Caxai Oriental e Katanga, junto a ONGs, reintegraram crianças de minas à escola formal. A Secretaria de Interior de Katanga financiou o centro Kasapa em Lubumbashi para abrigar e educar crianças de rua, incluindo vítimas de tráfico; não se sabe se em 2009 atendeu vítimas de tráfico.
Autoridades reconheceram o problema da prostituição infantil, mas não adotaram medidas concretas. O governo não encorajou vítimas a cooperar em investigações nem ofereceu alternativas legais à repatriação de estrangeiras sujeitas a retaliação. Há poucas vítimas estrangeiras e o governo vem permitindo repatriação segura de crianças-soldado estrangeiras com a MONUC.

## Prevenção (2010)
O governo iniciou campanhas contra abusos de direitos humanos — inclusive trabalho forçado — por suas próprias forças, mas não fez esforços relevantes para prevenir outras formas de tráfico. O Ministério dos Direitos Humanos elaborou, mas não divulgou, estudo sobre a situação do tráfico, desafios e recomendações. Em julho de 2009, o quartel-general das FARDC em Goma emitiu comunicado lembrando soldados e comandantes de seu dever de proteger civis e declarando “tolerância zero” a abusos de direitos humanos, citando especificamente o crime de trabalho forçado.
O comunicado advertia que comandantes seriam responsabilizados por ações de suas tropas, mas não houve sanções concretas. Em abril de 2010, o major Andoga, do 1331.º Batalhão, realizou campanha de sensibilização sobre direitos humanos e a política de tolerância zero do exército em Kinshasa e nas províncias orientais. Embora o Ministério do Trabalho — responsável por investigar trabalho infantil forçado — conte com 150 inspetores, nenhum trabalho forçado infantil foi investigado em 2009; faltavam transporte e recursos aos inspetores.
O Ministério do Trabalho de Katanga participou de diálogo tripartite com sindicatos e empresas de mineração sobre o impacto da crise financeira no trabalho juvenil, sem resultados significativos. Comitês provinciais das Piores Formas de Trabalho Infantil em Katanga, Caxai Oriental e Oriental (Ituri) formaram planos de trabalho para 2010.
Com apoio da UNICEF, o comitê de Katanga criou e distribuiu folheto sobre seu mandato a autoridades, líderes religiosos e comunitários. O comitê de Caxai Oriental reuniu-se com governador e assembleia provincial, que prometeu combater o trabalho infantil e construir escolas secundárias. O governo não tomou medidas conhecidas para reduzir a demanda por trabalho forçado ou atos sexuais comerciais.